# ローズマリー・マーフィ
ローズマリー・マーフィ（Rosemary Murphy、1925年1月13日 - 2014年7月5日）は、アメリカ合衆国の女優。

## 出演作品
- マイ・ライフ、マイ・ファミリー（ドリス）
- ＤＵＳＴ　ダスト（アンジェラ）
- トラブルボックス／恋とスパイと大作戦
- 風と共に去る２０ドル!?
- LAW & ORDER　ロー＆オーダー シーズン2
- セプテンバー
- キラーハンド
- ジュリア (映画)
- 我が生涯の大統領／ルーズベルト夫人風雪の６０年
- 私は犯された／エレイン夫人の裁判
- 大空のエース／父の戦い子の戦い
- 刑事コロンボ／権力の墓穴
- ウォーキング・トール（キャリー・ハッカー）
- 私を助けて／吹雪が恐怖を運んでくる・人妻監禁事件
- ベン (映画)
- 水曜ならいいわ（英語版）
- アラバマ物語
- 若き医師たち
- その夜の出来事（英語版）